# Brevurus masandaranus
Brevurus masandaranus là một loài chân đều trong họ Porcellionidae. Loài này được Schmalfuss miêu tả khoa học năm 1986.